# James McMillan
James McMillan, född 12 maj 1838 i Hamilton, Ontario, död 10 augusti 1902 i Manchester-by-the-Sea, Massachusetts, var en kanadensisk-amerikansk politiker (republikan). Han representerade delstaten Michigan i USA:s senat från 1889 fram till sin död.
McMillan växte upp i en skotsk invandrarfamilj i Ontario. Han flyttade 1855 till Detroit och var verksam inom affärslivet, först inom partihandeln. Han var senare verkställande direktör för järnvägsbolaget Duluth, South Shore and Atlantic Railway. Han var elektor för James Blaine i presidentvalet i USA 1884.
McMillan efterträdde 1889 Thomas W. Palmer som senator för Michigan. Han avled 1902 i ämbetet och efterträddes av Russell A. Alger. McMillan gravsattes på Elmwood Cemetery i Detroit.